# Якоб Багге

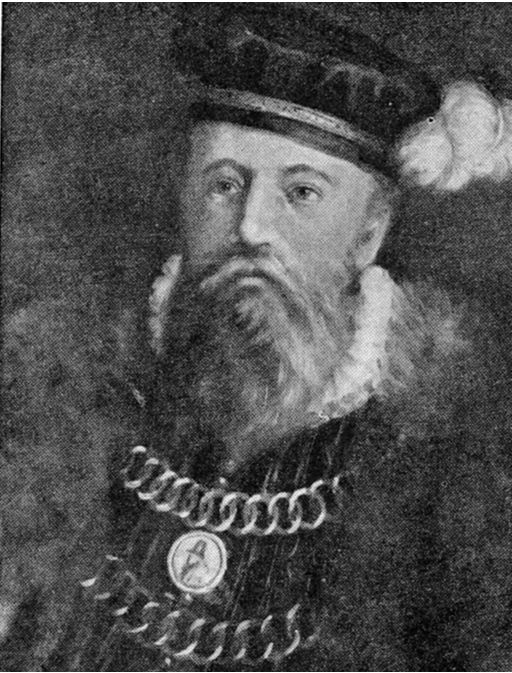
Якоб Баґґе

Якоб Багге (швед. Jakob Tordsson Bagge; нар. 1502, Норвегія — пом. 1577) — шведський адмірал і губернатор.
Відзначився в 1534 році в міжусобній шведській війні і в 1540—1542 роках — у придушенні обурення жителів провінції Смоланд проти Густава Вази.
У війні з Росією в 1555 році він командував шведською ескадрою, відправленою у фінські шхери. Зокрема, у вересні 1555 на чолі 5-тисячного корпусу, намагався захопити фортецю Орешек, але простоявши під її мурами близько трьох тижні, так і не добився успіху.
30 травня 1563 року, командуючи шведським флотом, розбив данців під командуванням адмірала Брокенхузена біля острова Борнгольм і взяв у них 3 кораблі, в тому числі адміральський. 11 вересня того ж року він витримав бій з данським флотом біля острова Готланд, що не мав рішучих результатів, a 31 травня 1564 програв дуже запеклий бій проти союзного дансько-любекського флоту між островами Еланд і Готланд, при чому був узятий в полон. Данці очолювані Отто Руда захопили дуже великий і сильний шведський флагманський корабель «Макалес», на якому знаходився Якоб Багге. «Макалес» мав 168 футів довжини, 173 знарядь і 800 чоловік екіпажу; напередодні цього дня Багге вдалося тричі запобігти абордаж свого корабля тим, що він виставляв за борт довгі бруси.